# Cristos Mântuitorul
Cristos Mântuitorul (în portugheză Cristo Redentor) este un monument în Rio de Janeiro (Brazilia), amplasat la sud de oraș, pe muntele Corcovado (700 m), în pădurea Tijuca. Monumentul a fost planificat cu ocazia aniversării a 100 de ani de la declararea independenței Braziliei. Schițele proiectului au fost întocmite de inginerul Heitor Silva Costa. Din motive financiare, numai după zece ani a început construcția lui.
Cu sprijinul Franței și Vaticanului s-a reușit realizarea proiectului și sfințirea statuii la data de 12 octombrie 1931. Edificiul, reprezentativ pentru Art Deco, are o înălțime de 30 metri, împreună cu soclul 38 de metri. Soclul ocupă o suprafață de 100 m2. Lățimea statuii, la nivelul brațelor, este de 28 metri, iar masa sa este de 1.145 de tone, masa aproximativă a capului este de 30 de tone, iar cea a fiecărei mâini de 8 tone. Capul măsoară 3,75 m, fiecare mână 3,20 m, lărgimea tunicii este de 8,50 m. Anvergura între mâini este de 28 de metri. În soclu se află o capelă cu hramul Nossa Senhora Aparecida, unde pot intra 150 de persoane și unde sunt celebrate căsătorii și botezuri. Mulajul (modelul) din ghips, precum și sculptura a fost efectuată de sculptorul francez Paul Landowski.
Prin dimensiunile sale, acest monument este una dintre cele mai mari statui ale lui Isus Cristos din lume. Doar statuia asemănătoare din orașul bolivian Cochabamba de 40,44 m dintre care 34,20 pentru personaj), statuia lui Cristos Rege din Świebodzin în Polonia (de 52,5 m / 33 m) și statuia lui Cristos din Vung Tàu în Vietnam (de 36 m / 32 m) sunt mai mari.
În prezent există în Brazilia și Portugalia mai multe copii ale statuii Cristos Mântuitorul din Rio de Janeiro.
Devenind celebru în Franța ca portretist, sculptorul român Gheorghe Leonida a fost inclus de către Paul Landowski în echipa care a început să lucreze la statuia gigantică de la Rio de Janeiro în 1922, fiind însărcinat să realizeze capul statuii Mântuitorului. Materialul de construcție este compus din beton armat, acoperit cu un strat de mozaic. Monumentul este folosit de biserica catolică la diferite aniversări ca loc de pelerinaj. 

## Galerie

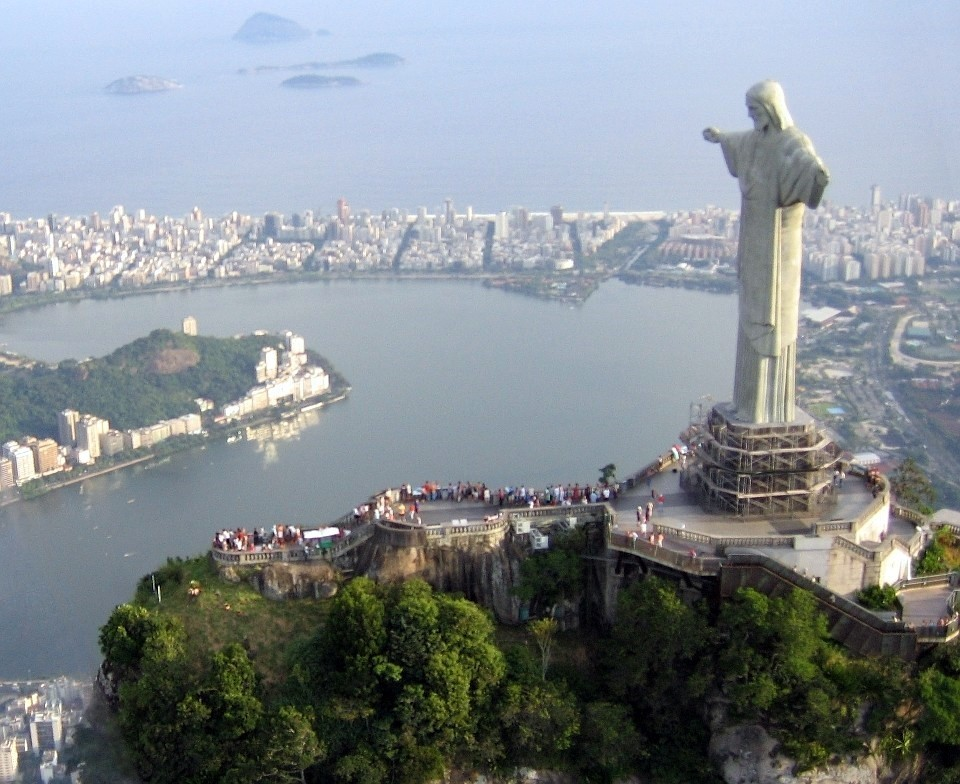
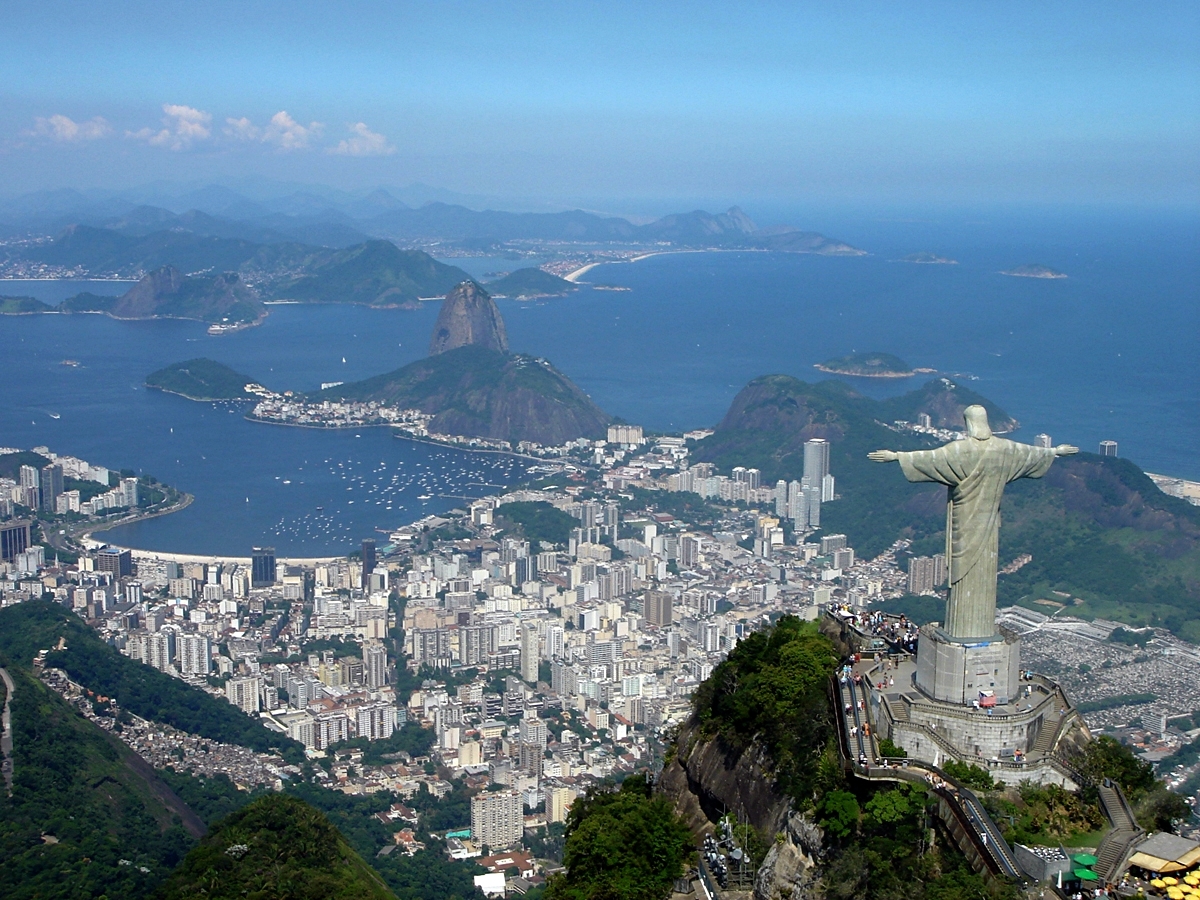
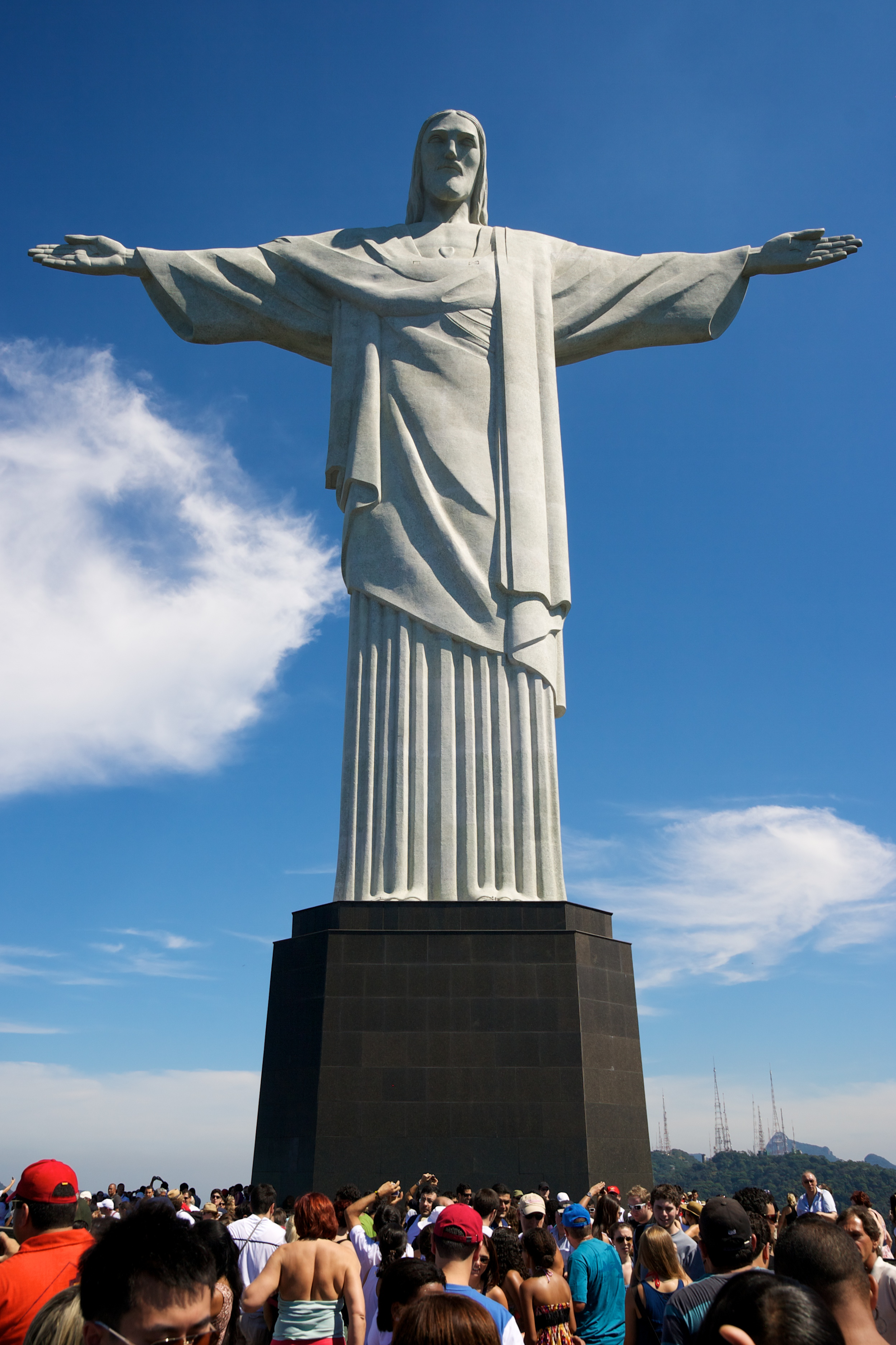
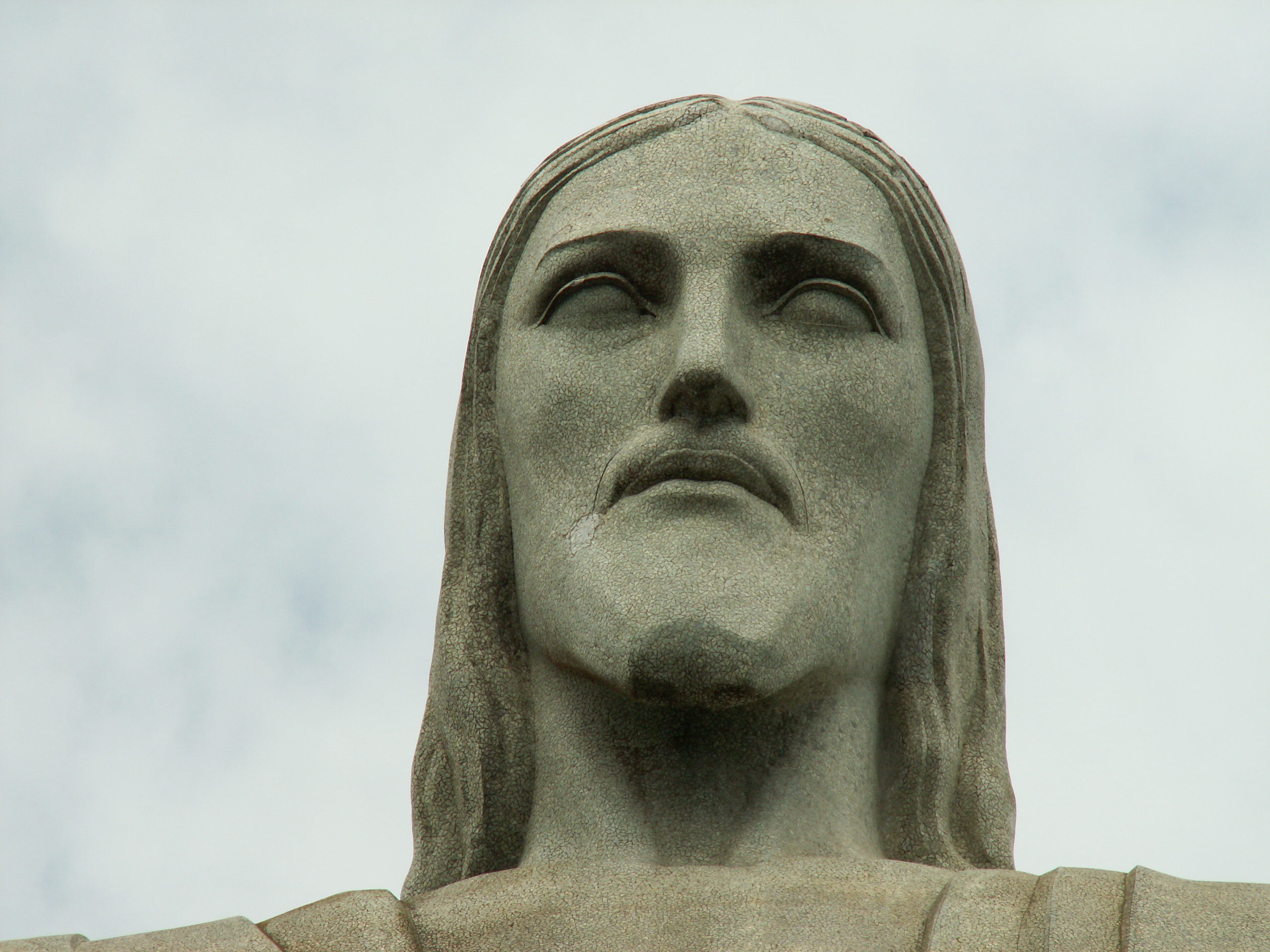